# Гамильтон, Джеймс, 1-й граф Аберкорн
Джеймс Гамильтон, 1-й граф Аберкорн (англ. James Hamilton, 1st Earl of Abercorn; 12 августа 1575 — 23 марта 1618) — шотландский дворянин и дипломат при короле Якове VI и землевладелец в Ольстере (Ирландия).

## Рождение и происхождение
Джеймс родился 12 августа 1575 года, вероятно, в Пейсли, Шотландия, старший сын Клода Гамильтона (1546—1621) и его жены Маргарет Сетон. Его отец Клод Гамильтон был первым лордом Пейсли . Его дедом по отцовской линии был Джеймс Гамильтон, 2-й граф Арран (1516—1575). Мать Джеймса Маргарет была дочерью Джорджа Сетона, 7-го лорда Сетона
. Они поженились в 1574 году.
Как старший сын он получил почетный титул мастера Пейсли по шотландскому манеру.

## Брак и дети
Незадолго до или в 1592 году мастер Пейсли женился на Мэрион (? — 26 августа 1632), дочери Томаса Бойда, 6-го лорда Бойда (1547—1611) и Марион Кэмпбелл. Марион была видной католичкой и в 1628 году была отлучена синодом Церкви Шотландии в Глазго после его смерти.
У Джеймса и Мэрион было девять детей, пять сыновей и четыре дочери:
- Джеймс Гамильтон (ок. 1603 — ок. 1670), сменивший отца на посту 2-го графа Аберкорна[7]
- Клод Гамильтон (ок. 1606 — 14 июня 1638), 2-й лорд Гамильтон, барон Страбан (1634), обосновался в Ирландии[8]
- Уильям Гамильтон (ок. 1605 — 25 июня 1681), 1-й баронет Гамильтон из Уэстпорта (1627), был женат на Джин Колкахун, дочери сэра Александра Колкахуна из Ласса. Представлял королеву Генриетту Марию, вдову Карла I Стюарта, при дворе папы римского[9][10][11]
- Джордж Гамильтон (ок. 1608—1679), 1-й баронет Гамильтон из Доналонга (1660)[12]. С 1629 года был женат леди Мэри Батлер (? — 1680), дочери Томаса Батлера, виконта Терлса.
- Александр Гамильтон (после 1607 — до 4 мая 1669) основал немецкую ветвь рода[13]. Был женат на Элизабет Бедингфилд
- Энн Гамильтон (1592—1620) вышла замуж в 1611 году за Хью Семпила, 5-го лорда Семпила (1592—1639)[14]
- Маргарет Гамильтон (? — 4 мая 1642), замужем за сэром Уильямом Каннингемом из Капрингтона[15]
- Изабель Гамильтон (1600—1620)[16]
- Люси Гамильтон (до 1618—1696), для которой был устроен брак с Рандалом Макдоннеллом, 1-м маркизом Антримом, но свадьба так и не состоялась[17]. Умерла незамужней.

## Жизнь в Шотландии
В 1597 году мастер Пейсли баллотировался от округа Линлитгоушир в парламент Шотландии. Он также стал джентльменом спальни и членом Тайного совета при короле Якове VI Шотландском. В 1600 году король назначил его наследственным шерифом Линлитгоу.
24 марта 1603 года король Шотландии Яков VI Стюарт также стал королем Англии, как и Яков I, и с тех пор правил обоими королевствами в личном союзе.
5 апреля 1603 года мастер Пейсли был провозглашен 1-м лордом Аберкорном из Линлитгоушира. Дарование титула сделало его первым из длинной линии графов, затем маркизов и герцогов Аберкорн.
Его жена Мэрион была близкой подругой королевы Анны Датской. В мае 1603 года Анна Датская приехала в замок Стерлинг в надежде забрать своего сына принца Генри, находившегося под опекой графа Мара. За обедом Энн упала в обморок, а когда Джин Драммонд и Мэрион Бойд, хозяйка Пейсли, отнесли её в постель, у неё случился выкидыш. Адвокат Томас Хаддингтон написал отчет об этих событиях и сказал, что королева сказала своему врачу Мартину Шенеру и хозяйке Пейсли, что она приняла «немного бальзамической воды, которая ускорила её аборт».
В 1604 году Джеймс Гамильтон, лорд Аберкорн, служил в королевской комиссии, созданной для рассмотрения вопроса о союзе корон Англии и Шотландии. Хотя проект провалился, король остался доволен его действиями. Он получил большие земельные наделы в Шотландии.
10 июля 1606 года Джеймс Гамильтон получил от короны титулы 1-го графа Аберкорна, 1-го барона Пейсли, 1-го барона Гамильтона, 1-го барона Маунткасла и 1-го барона Килпатрика .

## Ирландская плантация
Джеймс Гамильтон, 1-й граф Аберкорн, и его братья Клод и Джордж были участвовали в колонизации Ирландии с 1611 года. Ему были отведены куски земли Страбан, Данналонг и Шон в графстве Тирон, которые были конфискованы кланом О’Нил. Гамильтон построил замок в Страбане. Его брат Клод Гамильтон по прозвищу Шоуфилд получил земельный надел в графстве Каван. Его брат Джордж Гамильтон, прозванный «Гринлоу и Росскри», основал деревню Баллимагорри, в 4,9 километрах (3,0 мили) к северу от Страбана, где находится таунленд Гринлоу, где он построил замок или поместье Дерривун, расположенный на территории современного поместья Баронскорт.
11 марта 1613/1614 года Джеймс Гамильтон был вызван в парламент Ирландии и получил титул графа в Ирландии (подтвержденный королевским указом 31 марта), хотя он никогда не был пэром в королевстве. Вскоре был назначен в совет Манстера 20 мая 1615 года.

## Смерть и преемственность
Лорд Аберкорн скончался 23 марта 1618 года в Монктоне, графство Эршир, Шотландия, раньше своего отца и был похоронен 29 апреля 1618 года в церкви аббатства Пейсли.
Он опередил своего отца на три года и поэтому так и не стал лордом Пейсли, но, получив титул 1-го графа Аберкорна, не упустил его. Старший сын, Джеймс Гамильтон, в возрасте 14 лет, унаследовал графский титул как 2-й граф Аберкорн. Его вдова Мэрион умерла в Эдинбурге в 1632 году. Его брат, сэр Джордж Гамильтон из Гринлоу и Роскри, помогал воспитывать и учить детей католической вере.